# Pression artérielle pulmonaire
Ne doit pas être confondu avec pression artérielle systémique.
La pression artérielle pulmonaire est la pression régnant à l'intérieur du tronc pulmonaire. Sa valeur fluctue au cours du rythme cardiaque. En moyenne, elle atteint les valeurs de 25 millimètres de mercure (mmHg) lors de la systole et de 10 mmHg au cours de la diastole. Sa valeur moyenne au cours d'un cycle est approximativement de 15 mmHg. Elle peut être estimée avec une échographie cardiaque, ou mesurée précisément à l'aide d'un cathétérisme de l'artère pulmonaire. Sa valeur peut être anormalement élevée en cas d'hypertension artérielle pulmonaire ou d'insuffisance cardiaque gauche.

## Méthodes de mesure

### Cathétérisme droit
On monte un cathéter - appelé cathéter de Swan-Ganz - directement dans cette dernière (ponction d'une grosse veine, par exemple de la veine fémorale sous anesthésie locale, puis montée de ce cathéter par la veine cave inférieure, l'oreillette droite, le ventricule droit et l'artère pulmonaire) sous contrôle radiographique. Le cathéter est connecté à un capteur de pression permettant de visualiser en temps réel l'évolution de la pression selon le cycle cardiaque. Cet examen est le plus fiable mais nécessite une hospitalisation et des conditions d'asepsie chirurgicale.

### Échographie cardiaque
La vitesse d'une fuite tricuspidienne (à travers la valve séparant l'oreillette droite et le ventricule droit) est proportionnelle à la différence de pression entre l'oreillette droite et l'artère pulmonaire. La première variant assez peu suivant les individus et les maladies, on déduit ainsi en échographie cardiaque la pression systolique de l'artère pulmonaire. On peut, de même, utiliser les mesures obtenues sur une éventuelle fuite de la valve pulmonaire. Cet examen est simple, indolore, rapide et peut être fait chez un patient au cours d'une consultation standard. Il nécessite cependant de retrouver une fuite tricuspide qui n'est pas toujours présente.

### Autre
Un capteur peut être implanté dans l'artère pulmonaire et permet de suivre les pressions par une transmission des données à travers la peau. Son utilisation dans l'insuffisance cardiaque chronique permet d'améliorer la qualité de vie des patients (par une meilleure adaptation des traitements) et réduit le nombre d'hospitalisations.